# Sebastien Grainger & The Mountains
Sebastien Grainger & The Mountains é o primeiro álbum de estúdio do músico canadense, Sebastien Grainger. 

## Faixas
1. "Love Can Be So Mean" – 3:26
2. "Who Do We Care For?" – 2:28
3. "By Cover of Night (Fire Fight)" – 3:47
4. "I'm All Rage (Live '05)" – 4:12
5. "I Hate My Friends" – 4:32
6. "(Are There) Ways to Come Home?" – 4:03
7. "Niagara" – 1:28
8. "(I Am Like A) River" – 4:30
9. "Love Is Not a Contest"  – 2:38
10. "American Names" – 4:12
11. "Meet New Friends" – 5:13
12. "Renegade Silence" (feat. The Rhythm Method) – 3:38

## Integrantes
- Sebastien Grainger - produtor, mixagem, vocal, guitarra
- Nick Sewell - baixo
- Leon Taheny - bateria
- Andrew Scott - teclado Juno
- Liam O'Nell - piano